# جو كوون
جو كوون هو مغني،مقدم برامج وممثل كوري جنوبي ولد في 28 أغسطس 1989.